# قصم (عروض)
القصم في العروض هو خرم مفاعيلن من الوافر فتصير فاعيلن وتُنقل إلى مفعولن.